# Stefan Kölliker
Stefan Kölliker (* 9. September 1970; heimatberechtigt in Rohrbach) ist ein Schweizer Politiker (SVP).

## Leben
Kölliker ist Treuhänder mit eidgenössischem Fachausweis. Er wuchs in Bülach auf, heute lebt er in Bronschhofen. Er ist verheiratet und hat drei Kinder. 2013 erkrankte er an Brustkrebs und unterzog sich einer Tumorentfernung.
Am 4. Mai 2008 wurde Kölliker in den Regierungsrat des Kantons St. Gallen gewählt. Am 11. März 2012 erfolgte die Wiederwahl als Regierungsrat für weitere vier Jahre. Er steht dem Bildungs- und Sportdepartement vor. Ab dem 1. Juni 2013 präsidierte er den Regierungsrat für die Legislaturperiode 2013/14. Nach seiner Wiederwahl 2016 war er 2018/19 nochmals Regierungspräsident. 2023/24 präsidiert er die Regierung erneut.
Er ist unter anderem Präsident des Erziehungsrates, des Universitätsrates der Universität St. Gallen, des Hochschulrates der Pädagogischen Hochschule St. Gallen, des Fachhochschulrates der Fachhochschule Ostschweiz und der Stipendienkommission.
Zudem ist er Vorstandsmitglied der EDK (Erziehungsdirektorenkonferenz) und Mitglied der Kommission Fachhochschulvereinbarung (FHV). Sodann ist er Mitglied der SUK (Schweiz. Universitätskonferenz) und des FH-Rat (Schweiz. Fachhochschulrat), seit 2018 ist er Vizepräsident der Schweizerischen Hochschulkonferenz (SHK). Von 2010 bis 2017 war er Präsident der EDK Ost (Erziehungsdirektorenkonferenz Ostschweiz).
Im November 2022 gab Kölliker bekannt, bei den Erneuerungswahlen 2024 nicht nochmals anzutreten.

## Kontroversen
Nach seinem Antritt wurde Köllikers Amtführung aus der FDP und CVP als zu zurückhaltend kritisiert.
2010 wurde schweizweit über das Kopftuch an Schulen gestritten. Kölliker verglich das Kopftuch mit einer Wollmütze, die im Unterricht störe. Er sehe darin kein religiöses Symbol. Er und der Erziehungsrat empfahlen dementsprechend den Schulgemeinden das Kopftuch zu verbieten.
2021 während der COVID-19-Pandemie in der Schweiz schrieb SVP-Kantonsrat Bruno Dudli in einem massnahmenkritischen Telegram-Chat: «Anne Lévy vom BAG verlangt von den Kantonen, ab dem neuen Schuljahr alle Schülererinnen und Schüler regelmässig auf Corona testen zu lassen. Stefan Kölliker sträubt sich und bat mich, über alle möglichen Kanäle gegen das BAG zu schiessen.» Auf eine Anfrage der SP-Fraktion im St. Galler Kantonsrat, stellte sich die St. Galler Regierung hinter sein Mitglied Kölliker. Sie hielt darin fest, dass die Medien das Zitat von Kölliker falsch dargestellt haben. Eine Distanzierung sei dementsprechend nicht möglich.
Im September 2023 kritisierten St. Galler Mittelschullehrpersonen, dass am obligatorischen Bildungstag Sekundarschule II, der Komiker, Massnahmenkritiker und parteilose Ständeratskandidat im Kanton Zug Marco Rima, als Experte für ein Podium eingeladen wurde. Diese Kritik entlud sich gegen das Amt für Mittelschulen, aber auch Stefan Kölliker als zuständigen Regierungsrat.